# 西欧鲁韦尔迪
西欧鲁韦尔迪是巴西巴拉那州的一个市镇。总面积293.042平方公里，总人口5636人，人口密度19.2人/平方公里。